# بونتا ديل إست إي بريكس 2018
بونتا ديل إست إي بريكس 2018 (بالإسبانية: E-Prix de Punta del Este de 2018)‏ هو سباق سيارات فورمولا إي الكهربائية
أقيم بتاريخ 17 مارس 2018 في Punta del Este Street Circuit ‏، الأوروغواي، وكان السباق 6 من أصل 12 في بطولة العالم للفورمولا إي 2017–18، وكان أول المنطلقين جان إيريك فيرجين ‏.
فاز بالمركز الأول  جان إيريك فيرجين ‏، وكان صاحب أسرع لفة خوسيه ماريا لوبيز.